# Menai Bridge
Menai Bridge (Porthaethwy in het Welsh) is een plaats in het Welshe graafschap Isle of Anglesey.
Menai Bridge telt 3146 inwoners.

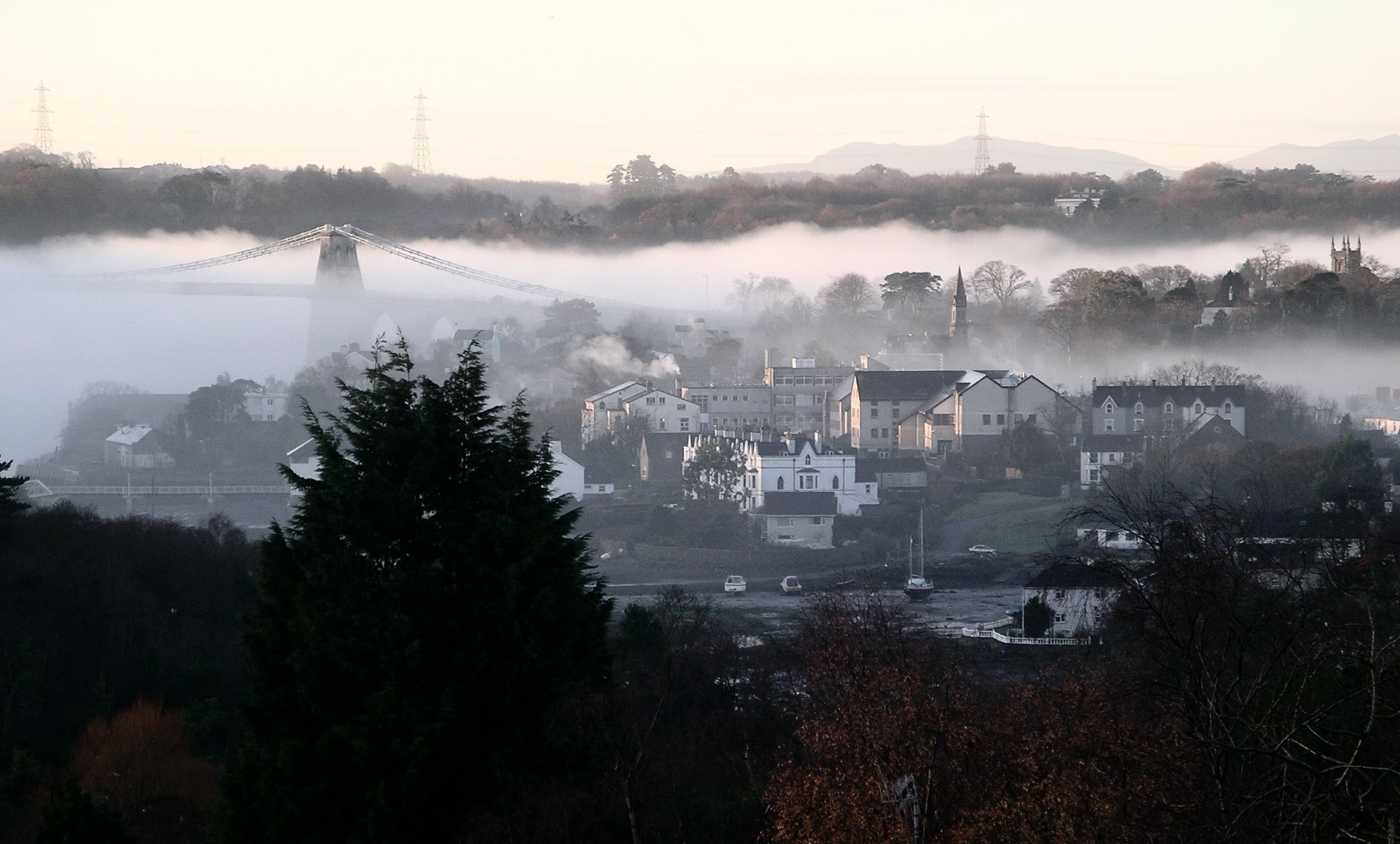
Menai Bridge

## Geboren
- Alun Owen (1925-1994), Brits scenarioschrijver (A Hard Day's Night)